# Vœuil-et-Giget
Vœuil-et-Giget est une commune du Sud-Ouest de la France, située dans le département de la Charente (région Nouvelle-Aquitaine).
Ses habitants sont les Vœuillois et les Vœuilloises.

## Géographie

### Localisation et accès
Vœuil-et-Giget est une commune située à 7 km au sud d'Angoulême, dont elle fait partie de l'unité urbaine.
Le bourg de Vœuil est aussi à 4 km au nord-est de Mouthiers-sur-Boëme, 5 km à l'est de La Couronne, et 21 km au nord de Montmoreau.
La commune est traversée du nord au sud par la D 674, route d'Angoulême à Montmoreau et Libourne, qui dessert le Petit Giget et le bourg de Vœuil. La D 12, route d'Angoulême à Mouthiers et Blanzac, bifurque de la D 674 au Petit Giget. Le bourg est aussi desservi par la D 41, route de La Couronne à Torsac et Dignac, petite départementale qui longe la Charreau.
La gare la plus proche est celle d'Angoulême.

### Hameaux et lieux-dits
Le bourg de Vœuil est situé dans la vallée de la Charraud, et le village de Giget sur le plateau en direction d'Angoulême. Le Petit Giget est situé à la hauteur de Giget sur la route de Libourne, appelée rue de Tivoli. Les autres anciens hameaux sont : Poulet, Bourrisson et le Sterling situés aussi dans la vallée.
On trouve aussi de nouveaux lotissements : la Ginotte, la Combe de Bompart, les Petits Champs, la Loge, les Combes, situés entre Giget et Vœuil.

### Communes limitrophes
|             | Puymoyen            |        |
| La Couronne | Vœuil-et-Giget      | Torsac |
|             | Mouthiers-sur-Boëme |        |

### Géologie et relief
Vœuil-et-Giget est une commune avec un relief typique de l'Angoumois : plateaux calcaires boisés et vallées creusées aux parois rocheuses souvent apparentes.
La roche calcaire date du Crétacé. On trouve le Turonien (aussi appelé Angoumien) sur une grande partie de la commune, ainsi que dans les vallées (Eaux-Claires et Charraud). L'Angoumien a été exploité par des carrières de pierre de taille souterraines, souvent reconverties en champignonnières. Les sommets des plateaux à l'est et au sud de la commune sont occupés par le Coniacien, calcaire plus graveleux, et on trouve du Santonien à l'extrême sud du territoire.
Les fonds des vallées sont occupés par des alluvions récentes, du Quaternaire,,.
Le relief de la commune est celui d'un plateau légèrement incliné vers le nord-ouest, d'une altitude moyenne de 130 m, et entrecoupé des vallées des Eaux-Claires au nord et de la Charraud au sud, et de quelques profonds vallons comme celui de la Font de Quatre Francs au sud du bourg. Le point culminant de la commune est à une altitude de 147 m, situé au sud-est de la commune, dans le bois du Chambon au sud-ouest de Charsé. Le point le plus bas est à 55 m, situé en limite nord de commune au bord des Eaux-Claires. Le bourg de Vœuil est à environ 75 m d'altitude, dans la vallée de la Charreau.

### Hydrographie

#### Réseau hydrographique

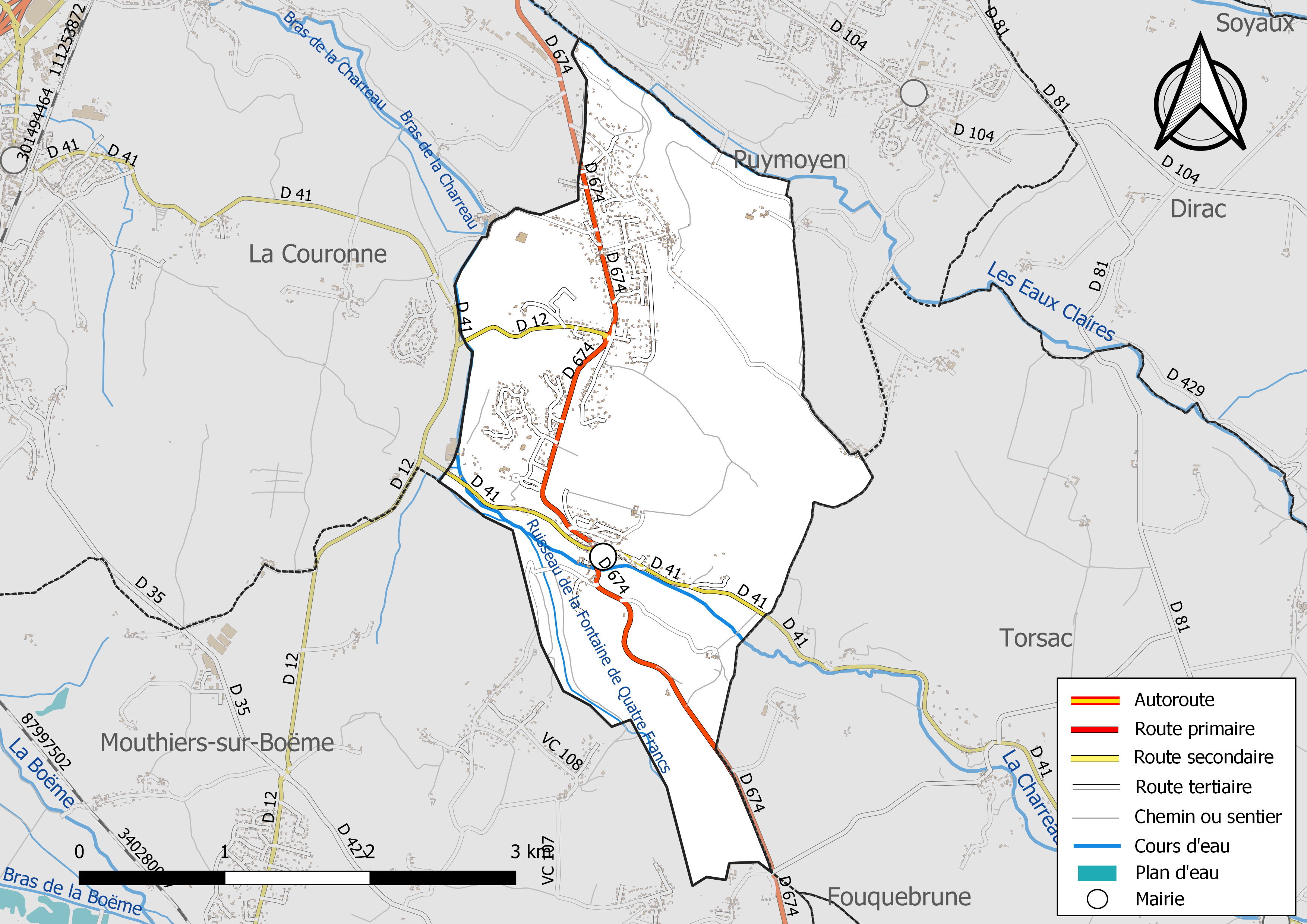
Réseaux hydrographique et routier de Vœuil-et-Giget.

La commune est située dans le bassin versant de la Charente au sein du Bassin Adour-Garonne. Elle est drainée par la Charreau, les Eaux Claires, le ruisseau de la Font de Quatre Francs prenant sa source à la Fontaine du Roc, qui constituent un réseau hydrographique de 6 km de longueur totale,.
La Charreau (aussi orthographiée Charrau ou Charraud), ruisseau affluent de la Charente, traverse la commune du sud-est vers le nord-ouest et passe au bourg.
La commune est limitée au nord-est par les Eaux-Claires, autre affluent de la Charente, et qui fait la limite avec la commune de Puymoyen.
On peut aussi citer le ruisseau du Pré de la Fontaine à l'est de Giget, affluent des Eaux-Claires alimenté par la résurgence de la Roche, et le ruisseau de la Font de Quatre Francs qui fait la limite sud-est avec la commune de Mouthiers-sur-Boëme, et qui se jette dans la Charreau à l'ouest du bourg de Vœuil.
Enfin la source de Bompart près de la vallée de la Charreau est une source d'eau naturelle mise en bouteilles et commercialisée pour la consommation courante.

#### Gestion des eaux
Le territoire communal est couvert par le schéma d'aménagement et de gestion des eaux (SAGE) « Charente ». Ce document de planification, dont le territoire correspond au bassin de la Charente, d'une superficie de 9 300 km2, a été approuvé le 19 novembre 2019. La structure porteuse de l'élaboration et de la mise en œuvre est l'établissement public territorial de bassin Charente. Il définit sur son territoire les objectifs généraux d’utilisation, de mise en valeur et de protection quantitative et qualitative des ressources en eau superficielle et souterraine, en respect des objectifs de qualité définis dans le troisième SDAGE  du Bassin Adour-Garonne qui couvre la période 2022-2027, approuvé le 10 mars 2022.

### Climat
Comme dans les trois quarts sud et ouest du département, le climat est océanique aquitain, et semblable à celui de la ville de Cognac où est située la station météorologique départementale.
| Mois                              | jan. | fév.  | mars  | avril | mai   | juin  | jui.  | août  | sep.  | oct. | nov. | déc. | année   |
| --------------------------------- | ---- | ----- | ----- | ----- | ----- | ----- | ----- | ----- | ----- | ---- | ---- | ---- | ------- |
| Température minimale moyenne (°C) | 2    | 2,8   | 3,8   | 6,2   | 9,4   | 12,4  | 14,4  | 14    | 12,1  | 8,9  | 4,7  | 2,6  | 7,8     |
| Température moyenne (°C)          | 5,4  | 6,7   | 8,5   | 11,1  | 14,4  | 17,8  | 20,2  | 19,7  | 17,6  | 13,7 | 8,6  | 5,9  | 12,5    |
| Température maximale moyenne (°C) | 8,7  | 10,5  | 13,1  | 15,9  | 19,5  | 23,1  | 26,1  | 25,4  | 23,1  | 18,5 | 12,4 | 9,2  | 17,7    |
| Ensoleillement (h)                | 80   | 103,9 | 153,3 | 184,5 | 204,9 | 239,6 | 276,4 | 248,3 | 199,4 | 159  | 96,8 | 78,8 | 2 024,9 |
| Précipitations (mm)               | 80,4 | 67,3  | 65,9  | 68,3  | 71,6  | 46,6  | 45,1  | 50,2  | 59,2  | 68,6 | 79,8 | 80   | 783,6   |

### Végétation
La commune est assez boisée. On peut trouver le Bois des Thurins, le Bois du Chambon ou encore le Bois de Charsé.

## Urbanisme

### Typologie
Au 1er janvier 2024, Vœuil-et-Giget est catégorisée ceinture urbaine, selon la nouvelle grille communale de densité à 7 niveaux définie par l'Insee en 2022.
Elle appartient à l'unité urbaine d'Angoulême, une agglomération intra-départementale dont elle est une commune de la banlieue,. Par ailleurs la commune fait partie de l'aire d'attraction d'Angoulême, dont elle est une commune de la couronne,. Cette aire, qui regroupe 94 communes, est catégorisée dans les aires de 50 000 à moins de 200 000 habitants,.

### Occupation des sols
L'occupation des sols de la commune, telle qu'elle ressort de la base de données européenne d’occupation biophysique des sols Corine Land Cover (CLC), est marquée par l'importance des territoires agricoles (48,2 % en 2018), en diminution par rapport à 1990 (50,2 %). La répartition détaillée en 2018 est la suivante : 
forêts (33 %), prairies (22,9 %), terres arables (19,9 %), zones urbanisées (18,9 %), zones agricoles hétérogènes (5,4 %). L'évolution de l’occupation des sols de la commune et de ses infrastructures peut être observée sur les différentes représentations cartographiques du territoire : la carte de Cassini (XVIIIe siècle), la carte d'état-major (1820-1866) et les cartes ou photos aériennes de l'IGN pour la période actuelle (1950 à aujourd'hui).

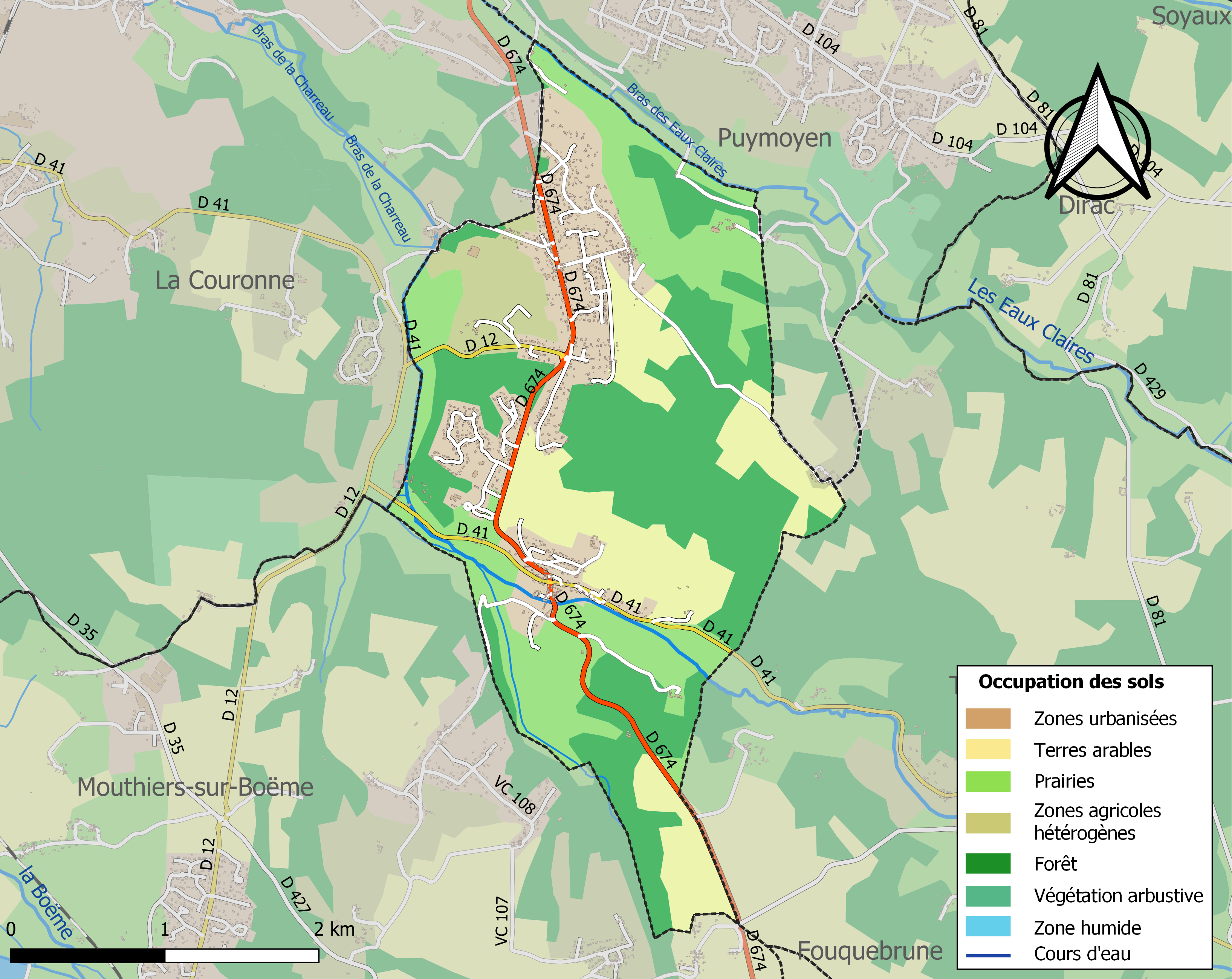
Carte des infrastructures et de l'occupation des sols de la commune en 2018 (CLC).

### Risques majeurs
Le territoire de la commune de Vœuil-et-Giget est vulnérable à différents aléas naturels : météorologiques (tempête, orage, neige, grand froid, canicule ou sécheresse) et séisme (sismicité faible). Il est également exposé à un risque technologique, le transport de matières dangereuses. Un site publié par le BRGM permet d'évaluer simplement et rapidement les risques d'un bien localisé soit par son adresse soit par le numéro de sa parcelle.

#### Risques naturels

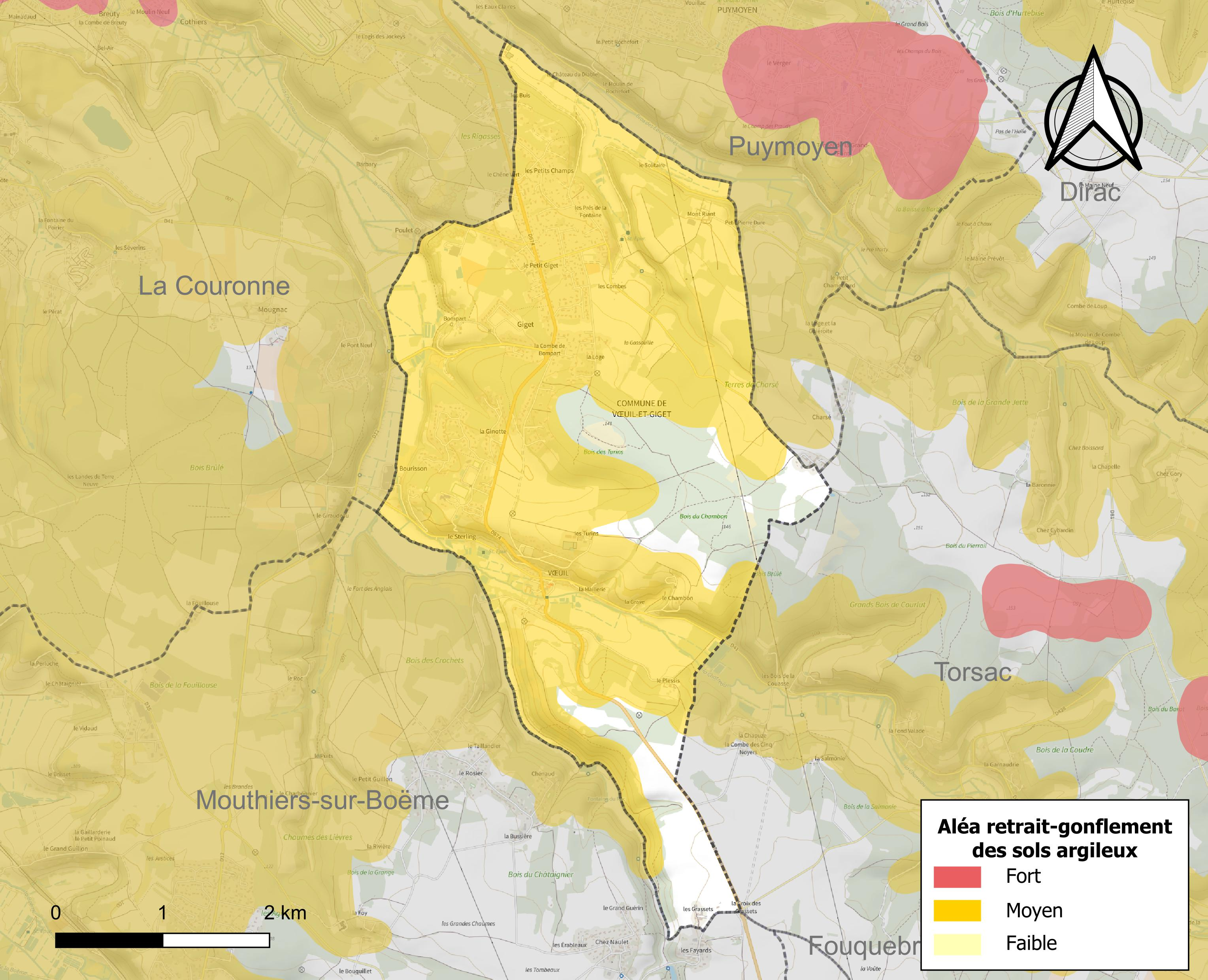
Carte des zones d'aléa retrait-gonflement des sols argileux de Vœuil-et-Giget.

Le retrait-gonflement des sols argileux est susceptible d'engendrer des dommages importants aux bâtiments en cas d’alternance de périodes de sécheresse et de pluie. 82 % de la superficie communale est en aléa moyen ou fort (67,4 % au niveau départemental et 48,5 % au niveau national). Sur les 673 bâtiments dénombrés sur la commune en 2019, 669 sont en aléa moyen ou fort, soit 99 %, à comparer aux 81 % au niveau départemental et 54 % au niveau national. Une cartographie de l'exposition du territoire national au retrait gonflement des sols argileux est disponible sur le site du BRGM,.
Par ailleurs, afin de mieux appréhender le risque d’affaissement de terrain, l'inventaire national des cavités souterraines permet de localiser celles situées sur la commune.
La commune a été reconnue en état de catastrophe naturelle au titre des dommages causés par les inondations et coulées de boue survenues en 1982, 1983, 1988 et 1999. Concernant les mouvements de terrains, la commune a été reconnue en état de catastrophe naturelle au titre des dommages causés par des mouvements de terrain en 1999.

#### Risques technologiques
Le risque de transport de matières dangereuses sur la commune est lié à sa traversée par une ou des infrastructures routières ou ferroviaires importantes ou la présence d'une canalisation de transport d'hydrocarbures. Un accident se produisant sur de telles infrastructures est susceptible d’avoir des effets graves sur les biens, les personnes ou l'environnement, selon la nature du matériau transporté. Des dispositions d’urbanisme peuvent être préconisées en conséquence.

## Toponymie
Les formes anciennes pour Vœuil sont Vadolio en 1110, Vaollio, Veolio (Moyen Âge, non datées), Vaolio en 1307.
Quant au nom de Giget, il est attesté par la forme ancienne Angigeto en 1298.
Vœuil viendrait du latin vadum qui signifie  « gué », suivi de l'affixe gaulois -ialo qui signifie « champ, clairière »,.
L'origine du nom de Giget peut être celtique.
Après la Révolution, la commune de Vœuil a été formée par la réunion des deux paroisses de Vœuil et Giget. Ces deux noms sont orthographiés Veuil et Giget sur la carte de Cassini (vers 1750). À la suite d'une probable faute de frappe, Vœuil a été orthographié Voenil en 1793, ce qui explique probablement que la commune s'est aussi appelée Giget-en-Vanille sur le Bulletin des lois en 1801. Les deux villages sont orthographiés Vœuil et Giget vers 1850. L'orthographe Vœuil-et-Giget apparaît vers cette époque.
À la hauteur de Giget, le long de la route de Libourne, s'est construit le Petit Giget, appelé pendant un temps dans les années 1980 Petit-Giget-Tivoli du nom de cette voie (rue de Tivoli) dérivant lui-même d'un lieu-dit : hameau de Tivoli construit au carrefour avec la route de Blanzac,.

## Histoire
Le camp de Vœuil, appelé aussi Fort des Anglais, est le vestige d'une occupation ancienne, qui se trouve en fait sur la commune voisine de Mouthiers-sur-Boëme.
En 1580, Giget a remarqué que les chemins jusqu'à La Couronne, distante d'une lieue, étaient impraticables.
Peu avant la Révolution, la paroisse de Vœuil a été réunie à Puymoyen, ce dernier manquant de cimetière. C'est à cette époque qu'a été aménagée dans un appartement près du cimetière composé de deux pièces et de deux greniers, la première école municipale[réf. nécessaire].
L'église de Giget avait pour patronne Notre-Dame, la vierge Marie, fêtée le 15 août. Construite vers le Xe siècle, elle a été annexée à Vœuil en 1293. Hélas, elle a été vendue comme bien national le 30 prairial an 4 (18 juin 1790), puis détruite, jugée en ruines. Elle avait « une petite chapelle ci-devant annexe de Vœuil ayant 5 toises de longueur (environ 10 mètres) sur 2 toises et 2 pieds de largeur (4,92 mètres) à l'intérieur »[réf. nécessaire]. Il ne reste que quelques vestiges de cette église souterraine.
L'église de Vœuil avait aussi été vendue comme bien national après la Révolution, et transformée en grange par son propriétaire. Elle fut rendue au culte en 1837, après avoir été restaurée avec des fonds privés (M.Bolle et évêché d'Angoulême).
Depuis longtemps, les carrières se trouvant au Sterling (près du bourg de Vœuil, orthographié Lesterling au début du XXe siècle)) et Bompart ont fourni la pierre de taille calcaire appelée pierre d'Angoulême qui a servi à la construction de nombreux monuments dans la région et en France et qui s'exportait aussi à l'étranger.
La commune a aussi un passé industriel avec la papeterie. Le moulin de Bourisson, construit sur la Charreau, date initialement de 1571. Une usine à papier a été construite en 1841, transformée en usine de feutres pour papeterie en 1896. Elle employait 80 personnes en 1988. Un autre moulin, à huile, situé sur la Charreau et transformé en 1802, lui a servi d'annexe.
Au début du XXe siècle, l'industrie était ainsi représentée par le tissage de laines et fabrique de feutres de Bourisson (entreprise Couderc et Triaud).

## Politique et administration

### Liste des maires

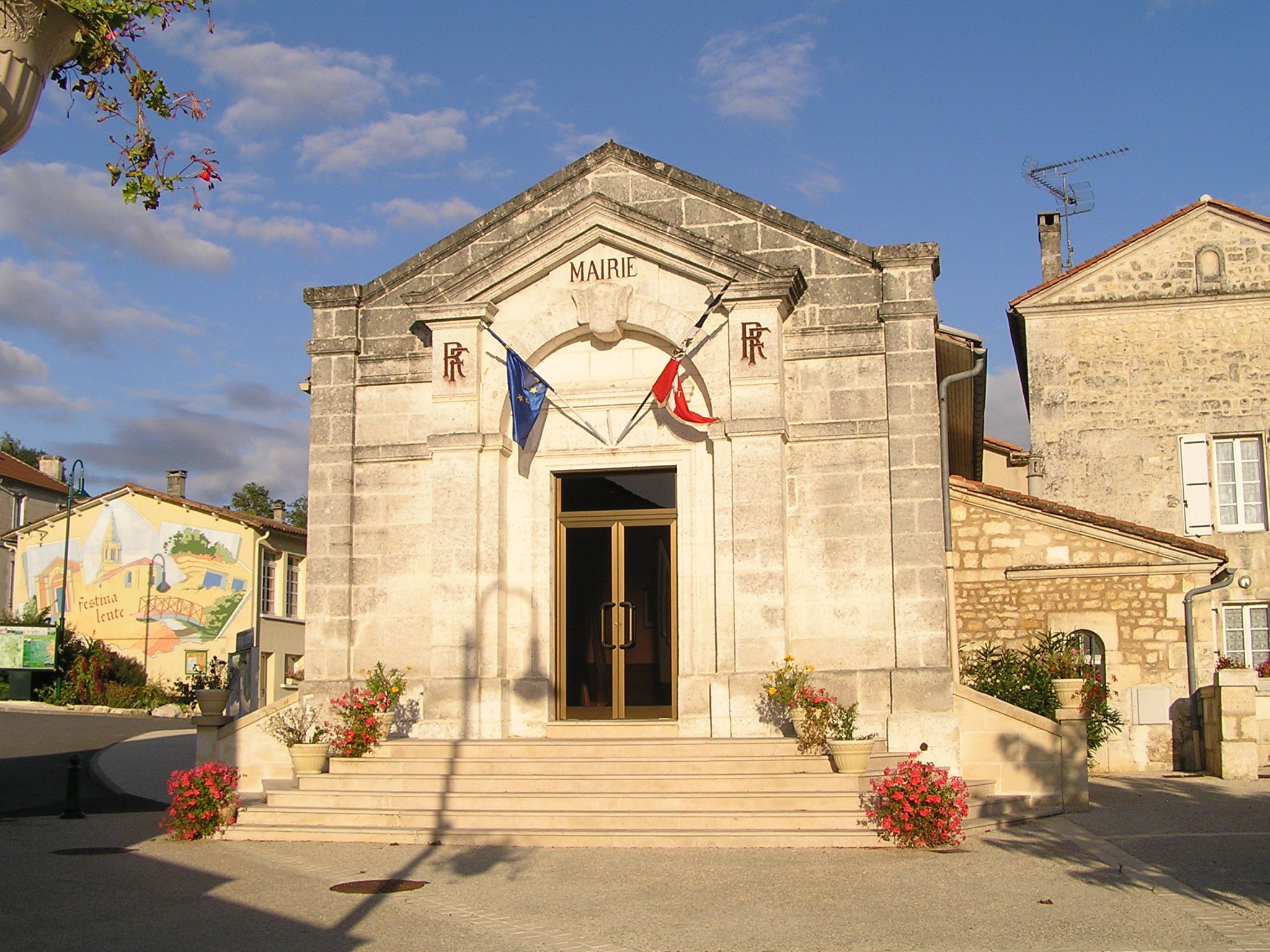
La mairie.

| Période                                  | Période  | Identité       | Étiquette | Qualité         |
| ---------------------------------------- | -------- | -------------- | --------- | --------------- |
| Les données manquantes sont à compléter. |          |                |           |                 |
| 2001                                     | En cours | Monique Chiron | DVD       | Sans profession |

### Politique environnementale
Dans son palmarès 2024, le Conseil national de villes et villages fleuris de France a attribué une fleur à la commune.

## Démographie

### Évolution démographique
L'évolution du nombre d'habitants est connue à travers les recensements de la population effectués dans la commune depuis 1793. Pour les communes de moins de 10 000 habitants, une enquête de recensement portant sur toute la population est réalisée tous les cinq ans, les populations de référence des années intermédiaires étant quant à elles estimées par interpolation ou extrapolation. Pour la commune, le premier recensement exhaustif entrant dans le cadre du nouveau dispositif a été réalisé en 2004.

En 2022, la commune comptait 1 594 habitants, en évolution de +6,98 % par rapport à 2016 (Charente : −0,48 %, France hors Mayotte : +2,11 %).
| 1793 | 1800 | 1806 | 1821 | 1831 | 1841 | 1846 | 1851 | 1856 |
| ---- | ---- | ---- | ---- | ---- | ---- | ---- | ---- | ---- |
| 231  | 300  | 283  | 405  | 372  | 316  | 424  | 519  | 540  |

| 1861 | 1866 | 1872 | 1876 | 1881 | 1886 | 1891 | 1896 | 1901 |
| ---- | ---- | ---- | ---- | ---- | ---- | ---- | ---- | ---- |
| 589  | 478  | 509  | 541  | 441  | 517  | 557  | 539  | 513  |

| 1906 | 1911 | 1921 | 1926 | 1931 | 1936 | 1946 | 1954 | 1962 |
| ---- | ---- | ---- | ---- | ---- | ---- | ---- | ---- | ---- |
| 515  | 511  | 474  | 530  | 538  | 552  | 523  | 582  | 692  |

| 1968 | 1975 | 1982  | 1990  | 1999  | 2004  | 2006  | 2009  | 2014  |
| ---- | ---- | ----- | ----- | ----- | ----- | ----- | ----- | ----- |
| 744  | 918  | 1 009 | 1 344 | 1 436 | 1 492 | 1 497 | 1 606 | 1 524 |

| 2019  | 2022  | - | - | - | - | - | - | - |
| ----- | ----- | - | - | - | - | - | - | - |
| 1 547 | 1 594 | - | - | - | - | - | - | - |

### Pyramide des âges
La population de la commune est relativement âgée.
En 2018, le taux de personnes d'un âge inférieur à 30 ans s'élève à 27,9 %, soit en dessous de la moyenne départementale (30,2 %). À l'inverse, le taux de personnes d'âge supérieur à 60 ans est de 32,9 % la même année, alors qu'il est de 32,3 % au niveau départemental.
En 2018, la commune comptait 756 hommes pour 772 femmes, soit un taux de 50,52 % de femmes, légèrement inférieur au taux départemental (51,59 %).
Les pyramides des âges de la commune et du département s'établissent comme suit.
| Hommes | Classe d’âge | Femmes |
| ------ | ------------ | ------ |
| 0,0    | 90 ou +      | 1,3    |
| 8,8    | 75-89 ans    | 10,4   |
| 23,3   | 60-74 ans    | 22,1   |
| 24,7   | 45-59 ans    | 23,3   |
| 14,9   | 30-44 ans    | 15,5   |
| 13,2   | 15-29 ans    | 14,2   |
| 15,2   | 0-14 ans     | 13,3   |

| Hommes | Classe d’âge | Femmes |
| ------ | ------------ | ------ |
| 1      | 90 ou +      | 2,7    |
| 9,2    | 75-89 ans    | 12     |
| 20,6   | 60-74 ans    | 21,3   |
| 20,7   | 45-59 ans    | 20,3   |
| 16,8   | 30-44 ans    | 16     |
| 15,6   | 15-29 ans    | 13,4   |
| 16,1   | 0-14 ans     | 14,3   |

## Économie

### Industrie

#### Usine d'eau de source naturelle
La source est située à mi-chemin entre la Charreau et le Petit Giget, au pied de la falaise calcaire sur la D 12, et porte aussi le nom de Bompart. Elle est captée à 160 mètres de profondeur. Le forage traverse les nombreuses couches d'argiles et de calcaire qui constituent une sorte de millefeuille filtrant. L'eau est mise en bouteilles par la société Jolival, utilisant des locaux souterrains correspondant à d'anciennes carrières de pierre.

## Équipements, services et vie locale

### Enseignement
Vœuil-et-Giget possède une école primaire publique, Yves-Duteil, comprenant six classes (deux de maternelle et quatre d'élémentaire). Le secteur du collège est La Couronne.

### Jumelages
- Paniza (Espagne) depuis 1994, dans la province de Saragosse (es).

## Lieux et monuments

### Patrimoine religieux
L'église paroissiale de Vœuil a pour patron saint Jean-Baptiste (fêté le 24 juin). De style roman, sa construction date du XIIe siècle. La chapelle fut ajoutée au XVe siècle. Le porche est surmonté d'un clocher conique en pierre entouré de quatre clochetons et date de 1896.

### Patrimoine environnemental
Le GR 4 de Royan à Grasse passe en limite nord de la commune à Giget, et le GR 36 de la Manche passe à l'est à Charsé.

### Illustrations

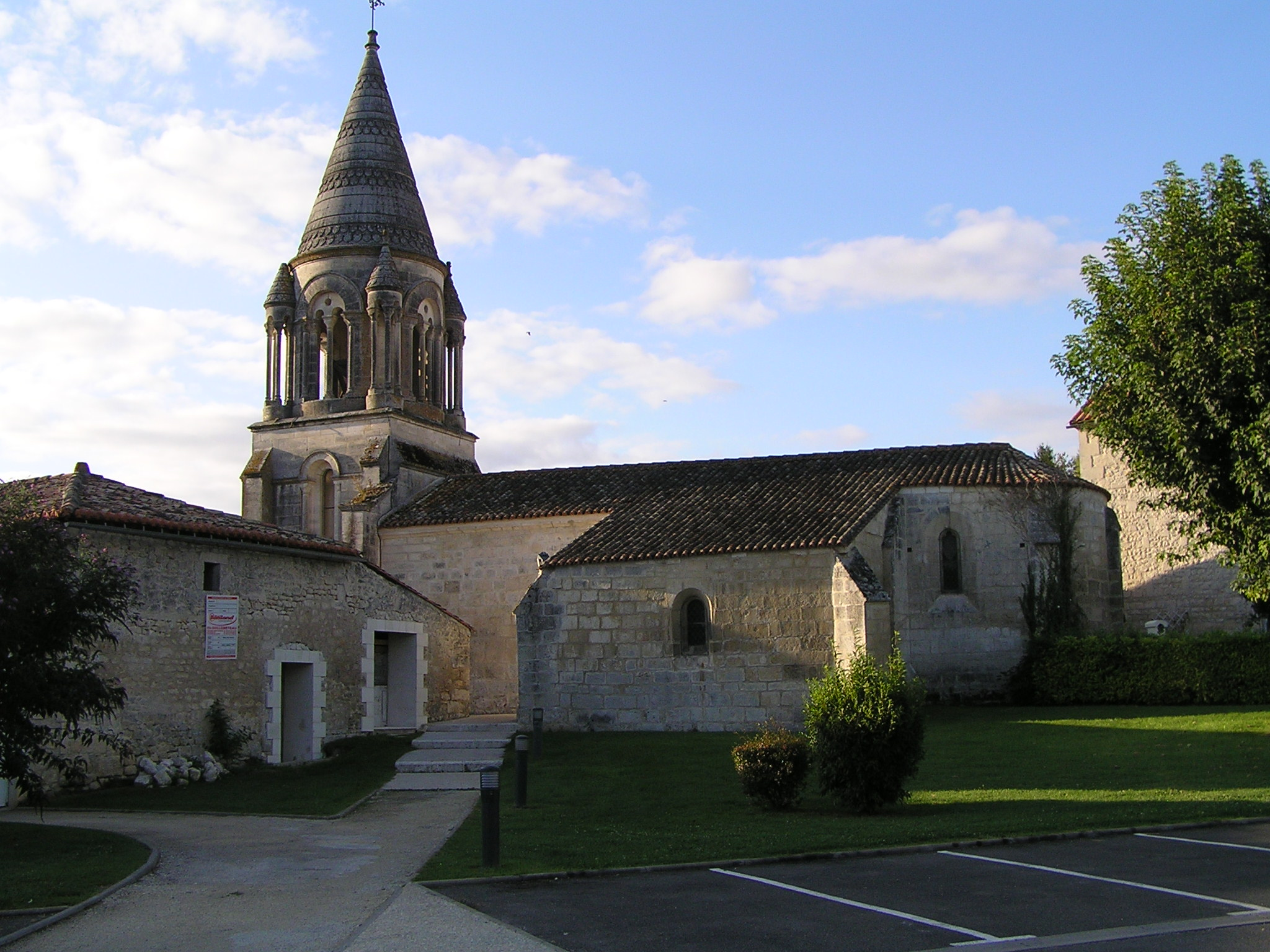
L'église.
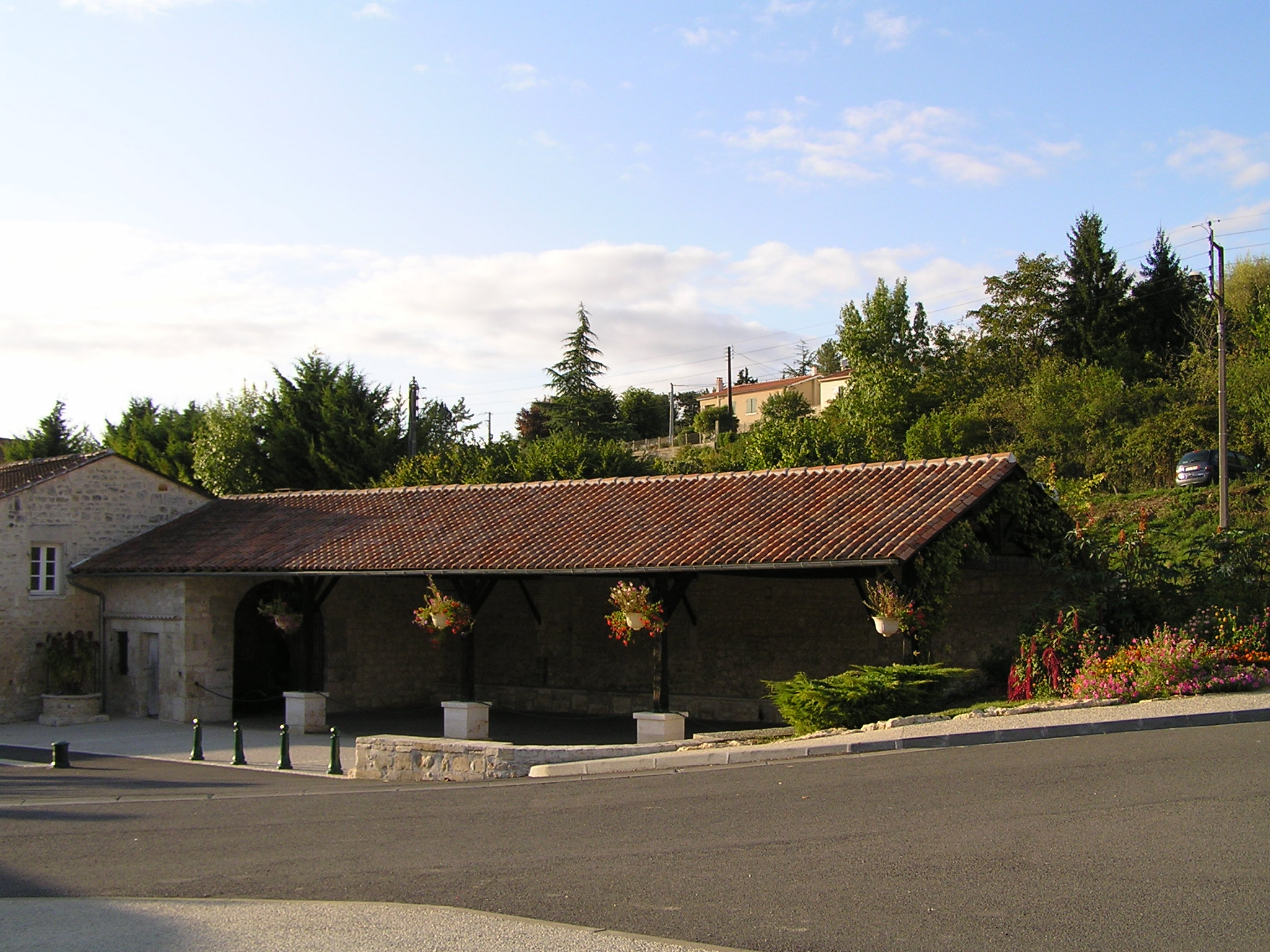
Halles.
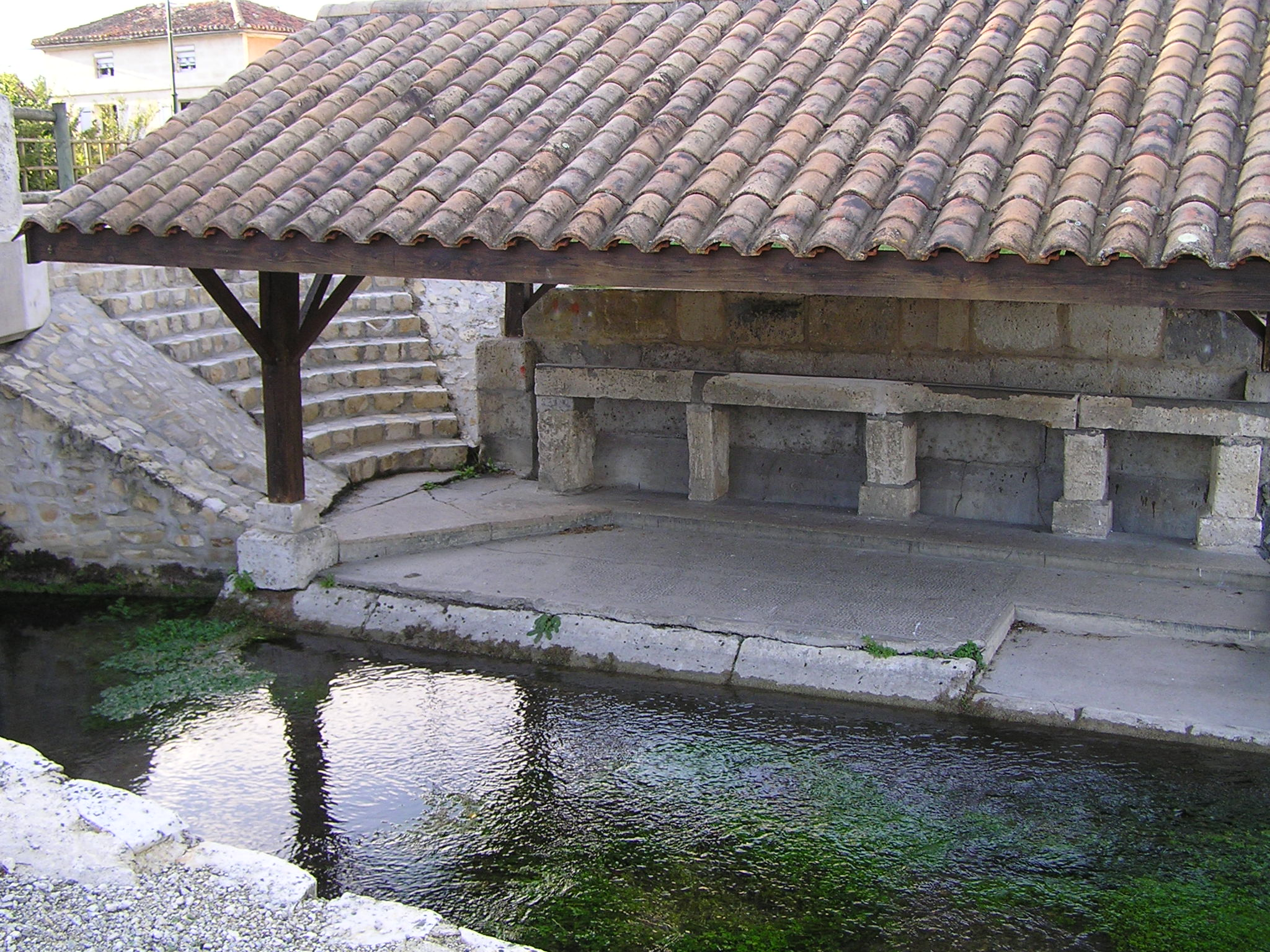
Lavoir sur la Charraud.
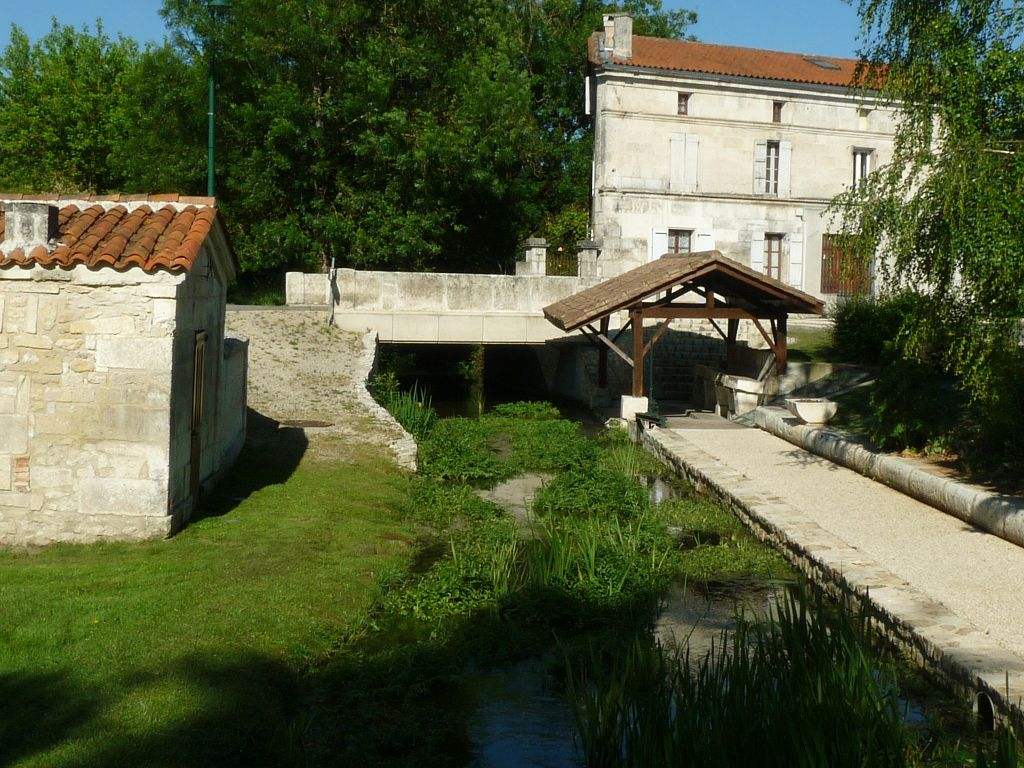
Lavoir et parc.